# Tô Ân Xô
Tô Ân Xô (sinh năm 1963) là một tướng lĩnh Công an nhân dân Việt Nam, Cấp bậc hàm Thượng Tướng. Ông hiện là Trợ lý Tổng Bí thư Ban Chấp hành Trung ương Đảng Cộng sản Việt Nam Tô Lâm; Phụ trách Văn phòng Tổng Bí thư.Ông nguyên là Ủy viên Đảng ủy Công an Trung ương, Trợ lý Ủy viên Bộ Chính trị, Bí thư Đảng ủy Công an Trung ương, Bộ trưởng Bộ Công an Đại tướng Tô Lâm, nguyên Chánh Văn phòng Bộ Công an và nguyên là Người phát ngôn của Bộ Công an Việt Nam.

## Xuất thân và giáo dục
Tô Ân Xô là con trưởng của nhà báo Trung Tá Quân Đội Tô Ân và bà Nguyễn Thị Thanh. Tô Ân từng là Trưởng phòng Biên tập Quân sự (nay là Phòng biên tập Quốc phòng – An ninh), Báo Quân đội nhân dân. Đầu năm 1972, trên đường sang Lào đưa tin chiến trường, trung tá Tô Ân trúng bom của Không lực Hoa Kỳ ở khu vực sân bay Dừa, thuộc địa phận huyện Anh Sơn, tỉnh Nghệ An và tử nạn, được phong liệt sĩ. Còn bà Nguyễn Thị Thanh sinh ngày 25 tháng 5 năm 1934, quê quán tại thôn Duệ Đông, thị trấn Lim, huyện Tiên Du, tỉnh Bắc Ninh, nguyên giáo viên trường cấp I – II Nội Duệ, Tiên Du, Bắc Ninh, đảng viên Đảng Cộng sản Việt Nam, mất ngày 9 tháng 5 năm 2018. Tô Ân Xô có em gái là Trung tá Tô Thanh Lan, cán bộ Phòng Bảo vệ Chính trị 1, Công an thành phố Hà Nội.

## Sự nghiệp
Trước năm 2017, Tô Ân Xô là Đại diện Lãnh sự quán Việt Nam ở Houston, Hoa Kỳ. Năm 2017, ông về nước và được bổ nhiệm làm cục trưởng thuộc Bộ Công an Việt Nam (không rõ cục nào).
Ngày 2 tháng 7 năm 2018, Thiếu tướng Tô Ân Xô được trao quyết định của Bộ trưởng Bộ Công an Tô Lâm điều động và bổ nhiệm giữ chức vụ Giám đốc Công an tỉnh Bắc Giang kể từ ngày 1 tháng 7 năm 2018 thay cho Đại tá Phạm Mạnh Thường, được điều động giữ chức Phó Cục trưởng Cục Cảnh sát hình sự, Bộ Công an.
Ngày 8 tháng 9 năm 2019, Tô Ân Xô được bổ nhiệm giữ chức vụ Chánh Văn phòng kiêm Người phát ngôn Bộ Công an Việt Nam.
Tháng 4 năm 2021, Thiếu tướng Tô Ân Xô được thăng quân hàm Trung tướng Công an nhân dân.
Ngày 10 tháng 11 năm 2021, Tô Ân Xô được bổ nhiệm giữ chức vụ Trợ lý Bộ trưởng Bộ Công an Tô Lâm theo quyết định số 1888 của Phó Thủ tướng Thường trực Chính phủ Phạm Bình Minh.
Từ ngày 01 tháng 2 năm 2023, Bộ trưởng Bộ Công an điều động, bổ nhiệm Đại tá Đặng Hồng Đức, Giám đốc Công an tỉnh Yên Bái, đến nhận công tác và giữ chức vụ Chánh Văn phòng Bộ Công an. Ông Tô Ân Xô thôi làm Chánh Văn phòng nhưng vẫn là Người phát ngôn của Bộ Công an.
Ngày 1 tháng 6 năm 2024, Trung tướng Tô Ân Xô thôi chức vụ Người phát ngôn Bộ Công an và bắt đầu công tác ở Văn phòng Chủ tịch nước Tô Lâm.
Ngày 1 tháng 8 năm 2025, Trung tướng Tô Ân Xô được thăng quân hàm Thượng tướng Công an nhân dân. 

## Báo chí
- Chào đón công dân thứ 6 tỷ thế giới mừng hay lo. Tin tức. Ngày 14 tháng 10 năm 1999[12].
- Kinh tế - nạn nhân của chiến tranh. Tin tức. Ngày 9 tháng 4 năm 2003, số 15.

## Phát biểu
- Nói về vụ án Đồng Tâm, Tô Ân Xô phê phán Lê Đình Kình, người bị công an bắn chết trong vụ đột nhập của công an vào thôn Hoành, là "một loại "cường hào địa chủ mới", hậu quả sự thoái hóa biến chất của một bộ phận cán bộ đảng viên, mượn danh nghĩa đảng viên, lo cho dân để chống lại chủ trương, chính sách của Đảng, Nhà nước." [13]